# Edmond (pel·lícula)
Edmond és una pel·lícula de thriller estatunidenca del 2005 dirigida per Stuart Gordon i protagonitzada per William H. Macy, basada en l'obra de teatre de 1982  Edmond de David Mamet. Mamet també va escriure el guió de la pel·lícula. És protagonitzada per Julia Stiles, Rebecca Pidgeon, Denise Richards, Mena Suvari, Joe Mantegna, Bai Ling, Jeffrey Combs, Dylan Walsh i George Wendt en papers secundaris. Es va projectar a diversos festivals de cinema des de setembre de 2005 fins al maig de 2006, i va tenir un llançament limitat el 14 de juliol de 2006.

## Argument
Edmond Burke és un home de negocis de mitjana edat de Nova York que visita un endeví del tarot de camí a casa. L'endeví, una mica espantat, li diu que "no ets on pertanys". Decideix fer canvis a la seva vida, començant per deixar la seva dona. En un bar, l'Edmond li diu a un company que fa temps que no té relacions sexuals i que el matrimoni li va llevar la masculinitat. L'home li dona l'adreça d'un club de striptease, on Edmond és expulsat per un goril·la per no haver pagat la beguda d'una stripper. Ara encara més frustrat sexualment, Edmond va a un peep show; no havent estat mai en un lloc així, es decep quan s'adona que no se li permet tenir sexe real amb l'intèrpret.
A continuació, l'Edmond va a un bordell de coll blanc, però no pot permetre's una prostituta. Necessita diners, així que juga a un joc de cartes amb un repartidor ambulant. Quan l'Edmond acusa el distribuïdor d'enganyar, el distribuïdor i el seu esbirro li peguen i li roben els diners. Edmond s'enfada pel que veu com el menyspreu, els prejudicis i la cobdícia de la societat. Empenyora el seu anell de noces a canvi d'un ganivet. Se li acosta un proxeneta que ofereix a Edmond una "noia neta" i l'atreu a un carreró, on el proxeneta intenta assaltar-lo. Amb una ràbia salvatge, l'Edmond ataca el proxeneta amb el seu ganivet mentre li llança insults racials. El deixa ferit i possiblement morint al carreró.
De sobte eufòric, Edmond entra a una cafeteria i li diu a una jove cambrera, Glenna, la seva nova visió del món de la gratificació instantània. Acaben practicant sexe al seu apartament. A Glenna li agrada al principi, però aviat s'espanta pel seu comportament cada cop més irregular i demana ajuda. Un Edmond enfurismat la mata, culpant la seva pròpia inseguretat del seu assassinat. En un vagó del metro, té una confrontació furiosa amb una passatgera. Edmond es troba amb un servei d'església on un ministre predica sobre el respecte i la fe. Edmond sent l'impuls de predicar sobre les seves pròpies experiències, i mentre es troba a la porta de l'església, la dona del metro el reconeix i crida al carrer a buscar la policia. L'oficial que respon palpa a l'Edmond per trobar el ganivet a la butxaca davantera de la jaqueta. Edmond és arrestat.
A la presó, Edmond comença a apreciar la seguretat de la seva antiga vida, però és massa tard; la policia té motius per creure que el ganivet trobat a la butxaca d'Edmond pot ser l'arma utilitzada en l'assassinat de Glenna. L'oficial interrogador li pregunta sense embuts a Edmond per què va matar Glenna, per a sorpresa i incredulitat d'Edmond. És enviat a la presó pel seu assassinat. Allà, l'Edmond està emparellat amb un company de cel·la negre. Li agrada la presó perquè és senzilla. Parla de com sempre ha temut els negres, però ara que comparteix habitació amb un, finalment pot sentir un vincle. Aleshores, el company de cel·la indiferent obliga a l'Edmond a fer-li sexe oral. L'Edmond explica el que va passar a un agent de la presó, però se'n va tangent, cridant que Déu ha estat injust amb ell. Quan el vigilant li pregunta per què va assassinar la cambrera, no té resposta.
Van passar els anys. Edmond ha tallat les connexions amb el món exterior, negant-se a veure visitants. Parla amb el seu company de cel·la, amb qui ha desenvolupat una relació, sobre l'ego humà i com la vida no s'ha de donar per feta. Arriba a la conclusió que, en vèncer les seves pors, podria portar una vida millor. Tots dos homes reflexionen sobre la altra vida. Llavors, Edmond va a dormir còmodament al costat del seu company de cel·la. Fidel a les paraules de l'endeví del tarot, Edmond podria haver trobat el lloc on pertany.

## Repartiment
- William H. Macy com a Edmond Burke
- Frances Bay com a Endevina
- Patricia Belcher com a dona del metro
- Jeffrey Combs com a dependent d'escriptori
- Barry Cullison com a client d'empenyorament
- Vincent Guastaferro com a Director del Club
- Dulé Hill com a Sharper
- Aldis Hodge com a Leaflet
- Russell Hornsby com a Shill
- Matt Landers com a espectador
- Bai Ling com a Peep Show Girl
- Joe Mantegna com a home al bar
- Debi Mazar com a matrona
- Rebecca Pidgeon com a Sra. Burke
- Denise Richards com a B-Girl
- Michael Saad com a Guàrdia de la Biblioteca
- Lionel Mark Smith com a proxeneta
- Julia Stiles com a Glenna
- Mena Suvari com a Puta
- Marcus Thomas com a home de la finestra
- Wendy Thompson com a cambrera de còctels
- Jack Wallace com a capellà
- Dylan Walsh com a interrogador
- George Wendt com a propietari de la casa d'empenyorament
- Bokeem Woodbine com a company de cel·la d'Edmond
- Bruce A. Young com a policia

## Rebut
La pel·lícula va rebre ressenyes diverses de la crítica. El lloc web de l'agregador de ressenyes Rotten Tomatoes va informar que el 47% dels crítics van donar crítiques positives a la pel·lícula, basant-se en 74 crítiques. El consens del lloc web diu: "Malgrat l'electrificant actuació de William H. Macy, l'obra moral d'un acte de David Mamet es tradueix malament en una pel·lícula sobrecarregada pel diàleg". Metacritic va informar que la pel·lícula tenia una puntuació mitjana de 61 de 100, basat en 21 ressenyes, que indica "Comentaris generalment favorables".

El crític de cinema del The New York Times Stephen Holden va dir:
| « | William H. Macy està perfectament repartit... un mestre en jugar pals de dinamita humana amb un camuflatge de modalitat suau. .. l'actuació de pantalla més nerviosa de la seva carrera. Una adaptació fidel de l'obra d'un acte de 1982... la seva insistència burlona que tothom és racista, amb una veu abrasiva i staccata de Mamet, et deixa sentir maltractat i vagament culpable. Com en gran part de l'obra del Sr. Mamet, hi ha una qualitat de pan-i-pipa adolescent, com si tot pogués ser una cruel broma pràctica dissenyada únicament per fer-nos retorçar... va ser sens dubte inoblidable. | » |

## Premis i nominacions
| Any  | Grup                                                                       | Premi           | Guanyador | Notes |
| ---- | -------------------------------------------------------------------------- | --------------- | --------- | ----- |
| 2005 | Gran premi del jurat del Festival de cinema americà de Deauville           | Stuart Gordon   | No        |       |
| 2005 | Premi del Festival Internacional de Cinema de Newport                      | Actuació        | Sí        |       |
| 2006 | Premi al millor actor al Festival Internacional de Cinema de Mar del Plata | William H. Macy | Sí        |       |
| 2006 | Premi Noves Visions del Festival de Sitges                                 | Actuació        | Sí        | [ 4 ] |